# Friedrich Baumann (Baumeister)
Friedrich Baumann (* 16. Januar 1835 in Walperswil; † 22. Mai 1910 in Bern) war ein Schweizer Baumeister und Politiker.

Friedrich Baumann, Fotografie (um 1900)

## Kindheit
Friedrich Baumann wurde 1835 in Walperswil im Berner Seeland als uneheliches Kind der Marie Baumann (1804–1888) in denkbar bescheidensten Verhältnissen geboren. Sein Vater, der Tierarzt der Gegend, Christian Batschelet (1813–1897) leugnete die Vaterschaft und wanderte 1840 nach Amerika aus. Darum musste die Mutter mit ihrem Säugling nach damaliger Rechtsprechung durch das Chorgericht für zweieinhalb Tage ins Gefängnis im Schloss zu Nidau.
Der Grossvater Daniel Baumann von Bümpliz war Pächter in Walperswil auf dem Hof des Johann Marolf. Die Mutter besorgte dort seit dem Ableben der Grossmutter das Hauswesen. Ein Onkel, namens Daniel, war Weber und betrieb sein Gewerbe in einem Raum des Pächterhauses. In diesem bescheidenen Heim verbrachte der Junge seine Kindheit.

## Schulzeit
Sein Onkel war ein wissbegieriger junger Mann und erwirkte dem Buben die Erlaubnis, mit fünf Jahren die Schule zu besuchen. Nach zwei Jahren schon schob ihn der Lehrer der Unterschule an die Oberschule ab. Aber auch hier zeichnete er sich sehr bald vor den andern Schülern aus. Da bewarb sich Onkel Daniel mit dem Lehrer der Oberschule zusammen für ihn um eine Freistelle an der Sekundarschule Aarberg.
Das Jahr 1843 brachte dem unglücklichen Walperswil den zweiten Grossbrand und nachfolgende Hungersnot. Die Mutter und der Junge, nichts als das nackte Leben rettend, zogen zu einem andern Onkel ins Gimmiz (Ortsteil von Walperswil).
Im zehnten Altersjahr durfte er die Sekundarschule in Aarberg besuchen. Sechs Jahre lang zog nun der Knabe täglich über eine Stunde weit durchs grosse Moos nach Aarberg. Im Jahr 1846 vollzog sich an der Sekundarschule ein Lehrerwechsel, der für die Zukunft des jungen Baumann bestimmend werden sollte. Der neugewählte junge Lehrer war kein Geringerer als der spätere hervorragende bernische Schulmann Jakob Egger von Aarwangen. Von der Pestalozzischule mit teilweise schweizerischer Lehrerschaft bei Ludwigsburg brachte dieser ganz neue Gesichtspunkte für den Unterricht mit sich. In der Staatsschule durfte er diese nur in sehr beschränktem Mass ausbauen. Da aber die junge Universität Bern im ganzen Land herum grosse Anziehungskraft ausübte, gründete er eine Privatklasse zur Vorbereitung auf hohe Schulen. Egger lud den Unbemittelten ein, die Kurse kostenlos zu besuchen. In diesem Kurs kam er zu einer Ausbildung, wie er sie nie hätte erhoffen dürfen. Der Kurs wurde sonst von Söhnen finanzkräftiger Seeländer besucht, die in der neuen Ordnung auch ans Staatsruder wollten, auf dem Weg über die Universität.

## Maurer- und Steinhauerlehre
Fritz Baumann wurde im Jahr 1851 konfirmiert und verliess die Schule. Als erste Verdienstquelle verdingte er sich in die Rindenernte beim Beiachwald. Danach fand er eine offene Lehrstelle bei Steinhauermeister Kästli in Münchenbuchsee (1851–1854).
Viel früher, als im Lehrplan vorgesehen war, kam der Lehrbub ans Reissbrett und sogar zu selbständigen Aufgaben als Bauführer. So leitete er die in Haustein ausgeführten Brückenbauten bei Mett (Biel/Bienne) und bei Dotzigen. Sein Wirt in Dotzigen, ein leidenschaftlicher Jäger, fand Gefallen an dem forschen Burschen, lud ihn zur Jagd ein und weihte ihn ein in alle waidgerechten Bräuche. Das wurde später auch seine Liebhaberei.
1853 wurde Lehrer Egger ans Seminar in Münchenbuchsee berufen. Das war ein weiterer Glücksfall für Baumann. In den strengen Sommermonaten währte seine Arbeitszeit von morgens vier Uhr bis abends acht Uhr, sonst 12 Stunden. Trotzdem fand er nach Feierabend noch Zeit, sich mit Hilfe von Lehrer Eggers Büchern und Wegleitung in Mathematik, Sprachen, Zoologie und andern Fächern weiterzubilden. Diese nächtlichen und sonntäglichen Studien erlitten in den folgenden Jahren durch Drillübungen und Militärdienste als Scharfschütze unliebsame Unterbrechungen bis ins Jahr 1857.

## Architekturstudium
Inzwischen hatte ein Sohn des Meisters seine Studien am Polytechnikum Karlsruhe aufgenommen. Bei seinem Meister konnte Baumann ein Darlehen von 580 Franken aufnehmen auf ein Jahr in Verrechnung gegen Arbeit bei seiner Rückkehr. So ergänzte er seine Ersparnisse und zog nach Karlsruhe.
Die Bauschule bestand aus drei Jahreskursen und setzte praktische Lehrzeit voraus. Vordiplome gab es nicht. Von Kurs zu Kurs wurde eine Aufnahmeprüfung verlangt. Baumann gelang die Prüfung für den letzten Kurs, und er konnte sein Studium in einem Jahr absolvieren unter der Bedingung, dass er alle schriftlichen und zeichnerischen Arbeiten der früheren Kurse nachhole. Ein Bund Hefte und über 150 Zeichnungen und Projekte zeugen von seiner erstaunlichen Leistungsfähigkeit.
Die Schweizer organisierten sich in einer Landsmannschaft «Helvetia». Da traf er Kameraden, deren Namen heute jedem technisch geschulten Schweizer geläufig sind. Heinrich Sulzer (Sulzer AG) Winterthur, Theodor Bell (Bell Maschinenfabrik) Kriens, Socin Basel, Vischer Basel, sind wohl die bekanntesten unter ihnen. Baumann war in Karlsruhe auch mit dem Maler  Bernhard Studer freundschaftlich verbunden, der ihn porträtierte.

## Einstieg ins Berufsleben
Nach abverdienter Schuld in Münchenbuchsee war er in Basel und Bern tätig. Der Anfang der sechziger Jahre brachte die Neuorganisation der Armee. Alle technisch geschulten Auszüger wurden nach Thun einberufen und zu Sappeuroffizieren ausgebildet. Viel Dienst hemmte seine berufliche Tätigkeit. Zudem führte die wilde Spekulation jener Jahre auch im Baugewerbe zu einem verheerenden Stillstand. Baumann sah dies voraus und schaute sich nach anderen Möglichkeiten um.

## Torfabbau
1867 trat er als Bauführer eines Grosskonzerns zurück, um die Leitung der abgewirtschafteten Berner Torfgesellschaft in Hagneck zu übernehmen. Sein Organisationstalent brachte dieses Unternehmen zu solcher Blüte, dass es einen Frachtdampfer erwerben musste, um die Produkte auch auf dem Wasserweg zur Bahn schaffen zu können. Hier in Hagneck erfüllte sich zum ersten Mal sein Traum: Er konnte seiner Mutter ein eigenes Heim anbieten.

## Tätigkeit als Baumeister und Politiker
Im Jahr 1872 bestimmte er sich einen Nachfolger und liess sich in Bern endgültig als Baumeister nieder. Schon im Jahr darauf erwarb er dort von Architekt Eggimann ein verwahrlostes Patriziergut im Breitenrain, das er sich wohnlich herrichtete und die nötigen Stallungen und Scheunen dazu erstellte. Es wurde ihm und bald darauf auch seiner Mutter zum bleibenden Heim. Mit diesem Jahr begann auch sein steter wirtschaftlicher Aufstieg. 1878–1898 gehörte er dem Grossen Rat des Kantons Bern an, wo er in vielen Kommissionen ein beträchtliches Pensum Arbeit bewältigte. 1888–1895 war er Stadtrat der Stadt Bern (Legislative). Auch als Stadtrat war er in vielen Kommissionen tätig. 1886–1910 betreute er die Geschicke der Schweizerischen Volksbank (Übernahme durch Credit Suisse 1993) als Präsident des Verwaltungsrates und der Generaldirektion. Als Baumeister errichtete er Privatbauten, Spitäler, Anstalten staatliche und eidgenössische Bauten.
Als das Bauhandwerk seinen neuen Aufschwung nahm und wieder wie stets in solchen Fällen ungeschulte und unberufene Mietskasernenspekulanten sich Baumeister schimpften und die Arbeiter sich gegen die Meister zu organisieren begannen, da nahm er sich der Handwerkerschulen an und rief die tüchtigen Fachgenossen zusammen, um einer abermaligen Verwahrlosung des Berufs vorzubeugen. 1897 wurde er Gründerpräsident des Schweizerischen Baumeisterverbandes. Im Jahre 1887 heiratete er Marie-Louise Bigler. Im Jahre 1895 trat er mit seiner Familie der Zunftgesellschaft zum Affen bei und wurde somit Bernburger. Einer seiner Söhne war der Architekt und Bildhauer Erwin Friedrich Baumann, der das Leben seines Vaters im biografischen Roman Hans Marbot verarbeitet hat.